# Кубок африканських націй 2019 (склади)

## Група A

### Єгипет
Тренер:  Хав'єр Агірре
| №  | Поз. | Гравець                | Дата народження (вік)          | Матчів | Клуб                 |  |
| -- | ---- | ---------------------- | ------------------------------ | ------ | -------------------- |  |
| 1  | ВР   | Ахмед Ель-Шенаві       | 14 травня 1991 (вік 28 років)  | 31     | Пірамідс             |  |
| 16 | ВР   | Мохамед Ель-Шенаві     | 18 грудня 1988 (вік 30 років)  | 10     | Аль-Аглі             |  |
| 23 | ВР   | Махмуд Генеш           | 25 травня 1987 (вік 32 роки)   | 2      | Замалек              |  |
|    |      |                        |                                |        |                      |  |
| 2  | ЗХ   | Бахер Ель-Мохамаді     | 1 листопада 1996 (вік 22 роки) | 6      | Ісмайлі              |  |
| 3  | ЗХ   | Ахмед Ель-Мохаммаді () | 9 вересня 1987 (вік 31 рік)    | 88     | Астон Вілла          |  |
| 4  | ЗХ   | Омар Габер             | 30 січня 1992 (вік 27 років)   | 24     | Пірамідс             |  |
| 6  | ЗХ   | Ахмед Хегазі           | 25 січня 1991 (вік 28 років)   | 52     | Вест-Бромвіч Альбіон |  |
| 12 | ЗХ   | Айман Ашраф            | 9 квітня 1991 (вік 28 років)   | 11     | Аль-Аглі             |  |
| 13 | ЗХ   | Ахмед Айман            | 13 квітня 1994 (вік 25 років)  | 4      | Пірамідс             |  |
| 15 | ЗХ   | Махмуд Хамді           | 1 червня 1995 (вік 24 роки)    | 2      | Замалек              |  |
| 20 | ЗХ   | Махмуд Алаа            | 28 січня 1991 (вік 28 років)   | 4      | Замалек              |  |
|    |      |                        |                                |        |                      |  |
| 5  | ПЗ   | Алі Газаль             | 1 лютого 1992 (вік 27 років)   | 10     | Фейренсі             |  |
| 7  | ПЗ   | Трезеге                | 1 жовтня 1994 (вік 24 роки)    | 37     | Касимпаша            |  |
| 8  | ПЗ   | Тарек Хамед            | 24 жовтня 1988 (вік 30 років)  | 34     | Замалек              |  |
| 11 | ПЗ   | Валід Соліман          | 1 грудня 1984 (вік 34 роки)    | 25     | Аль-Аглі             |  |
| 17 | ПЗ   | Мохаммед Ель-Нені      | 11 липня 1992 (вік 26 років)   | 72     | Арсенал              |  |
| 19 | ПЗ   | Абдалла Саїд           | 13 липня 1985 (вік 33 роки)    | 43     | Пірамідс             |  |
| 21 | ПЗ   | Набіль Емад            | 6 квітня 1996 (вік 23 роки)    | 4      | Пірамідс             |  |
| 22 | ПЗ   | Амр Варда              | 17 вересня 1993 (вік 25 років) | 28     | Атромітос            |  |
|    |      |                        |                                |        |                      |  |
| 9  | НП   | Марван Мохсен          | 26 лютого 1989 (вік 30 років)  | 31     | Аль-Аглі             |  |
| 10 | НП   | Мохаммед Салах         | 15 червня 1992 (вік 27 років)  | 63     | Ліверпуль            |  |
| 14 | НП   | Ахмед Алі              | 21 травня 1986 (вік 33 роки)   | 9      | Ель-Мокаволун        |  |
| 18 | НП   | Ахмед Хассан           | 5 березня 1993 (вік 26 років)  | 21     | Олімпіакос           |  |

### ДР Конго
Тренер:  Флоран Ібенге
| №  | Поз. | Гравець            | Дата народження (вік)            | Матчів | Клуб               |  |
| -- | ---- | ------------------ | -------------------------------- | ------ | ------------------ |  |
| 1  | ВР   | Лей Матампі        | 18 квітня 1989 (вік 30 років)    | 34     | Аль-Ансар          |  |
| 16 | ВР   | Антоні Моссі       | 15 травня 1994 (вік 25 років)    | 5      | К'яссо             |  |
| 23 | ВР   | Парфе Манданда     | 10 листопада 1989 (вік 29 років) | 15     | Динамо (Бухарест)  |  |
|    |      |                    |                                  |        |                    |  |
| 2  | ЗХ   | Іссама Мпеко       | 30 квітня 1989 (вік 30 років)    | 64     | ТП Мазембе         |  |
| 3  | ЗХ   | Нгонда Музінга     | 31 грудня 1993 (вік 25 років)    | 11     | АС Віта Клуб       |  |
| 4  | ЗХ   | Бобо Унгенда       | 19 листопада 1989 (вік 29 років) | 12     | Примейру де Агошту |  |
| 5  | ЗХ   | Марсель Тіссеран   | 10 січня 1993 (вік 26 років)     | 16     | Вольфсбург         |  |
| 12 | ЗХ   | Вільфред Моке      | 12 лютого 1988 (вік 31 рік)      | 6      | Анкарагюджю        |  |
| 14 | ЗХ   | Артур Масуаку      | 7 листопада 1993 (вік 25 років)  | 3      | Вест Гем Юнайтед   |  |
| 15 | ЗХ   | Крістіан Луїндама  | 8 січня 1994 (вік 25 років)      | 9      | Галатасарай        |  |
| 21 | ЗХ   | Джума Шабані       | 16 березня 1993 (вік 26 років)   | 1      | АС Віта Клуб       |  |
| 22 | ЗХ   | Шансель Мбемба     | 8 серпня 1994 (вік 24 роки)      | 46     | Порту              |  |
|    |      |                    |                                  |        |                    |  |
| 6  | ПЗ   | Шадрак Аколо       | 1 квітня 1995 (вік 24 роки)      | 5      | Штутгарт           |  |
| 7  | ПЗ   | Юссуф Мулумбу ()   | 25 січня 1987 (вік 32 роки)      | 39     | Кілмарнок          |  |
| 8  | ПЗ   | Трезор Мпуту       | 17 вересня 1985 (вік 33 роки)    | 47     | ТП Мазембе         |  |
| 10 | ПЗ   | Поль-Жозе Мпоку    | 19 квітня 1992 (вік 27 років)    | 13     | Стандард (Льєж)    |  |
| 18 | ПЗ   | Мервель Бокаді     | 21 травня 1996 (вік 23 роки)     | 20     | Стандард (Льєж)    |  |
| 20 | ПЗ   | Жак Магома         | 23 жовтня 1987 (вік 31 рік)      | 21     | Бірмінгем Сіті     |  |
|    |      |                    |                                  |        |                    |  |
| 9  | НП   | Жонатан Болінгі    | 30 червня 1994 (вік 24 роки)     | 23     | Антверпен          |  |
| 11 | НП   | Яннік Боласі       | 24 червня 1989 (вік 29 років)    | 37     | Андерлехт          |  |
| 13 | НП   | Мешак Елія         | 6 серпня 1997 (вік 21 рік)       | 18     | ТП Мазембе         |  |
| 17 | НП   | Седрік Бакамбу     | 11 квітня 1991 (вік 28 років)    | 20     | Бейцзін Гоань      |  |
| 19 | НП   | Брітт Ассомбалонга | 6 грудня 1992 (вік 26 років)     | 4      | Мідлсбро           |  |

### Уганда
Тренер:  Себастьян Десабр
| №  | Поз. | Гравець          | Дата народження (вік)          | Матчів | Клуб                 |  |
| -- | ---- | ---------------- | ------------------------------ | ------ | -------------------- |  |
| 1  | ВР   | Роберт Одонгкара | 2 вересня 1989 (вік 29 років)  | 28     | Адама Сіті           |  |
| 18 | ВР   | Деніс Оньянго () | 15 травня 1985 (вік 34 роки)   | 71     | Мамелоді Сандаунз    |  |
| 19 | ВР   | Джамал Салім     | 27 травня 1995 (вік 24 роки)   | 6      | Аль-Хіляль           |  |
|    |      |                  |                                |        |                      |  |
| 2  | ЗХ   | Джозеф Очая      | 14 грудня 1993 (вік 25 років)  | 46     | ТП Мазембе           |  |
| 3  | ЗХ   | Тімоті Авані     | 6 серпня 1996 (вік 22 роки)    | 21     | Кампала Сіті Коунсіл |  |
| 4  | ЗХ   | Мурушид Джууко   | 14 квітня 1994 (вік 25 років)  | 33     | Сімба                |  |
| 5  | ЗХ   | Бевіс Мугабі     | 1 травня 1995 (вік 24 роки)    | 4      | Йовіл Таун           |  |
| 12 | ЗХ   | Рональд Мукіїбі  | 16 вересня 1991 (вік 27 років) | 1      | Естерсунд            |  |
| 14 | ЗХ   | Ніколас Вадада   | 27 липня 1994 (вік 24 роки)    | 50     | Азам                 |  |
| 15 | ЗХ   | Годфрі Валусімбі | 3 липня 1989 (вік 29 років)    | 91     | вільний агент        |  |
| 20 | ЗХ   | Ісаак Мулеме     | 10 жовтня 1992 (вік 26 років)  | 34     | Вікторія Жижков      |  |
|    |      |                  |                                |        |                      |  |
| 6  | ПЗ   | Таддео Лванга    | 21 травня 1994 (вік 25 років)  | 11     | Вайперс              |  |
| 8  | ПЗ   | Халід Аучо       | 8 серпня 1993 (вік 25 років)   | 41     | Черчілл Бразерс      |  |
| 10 | ПЗ   | Лувагга Кізіто   | 20 грудня 1993 (вік 25 років)  | 37     | Шахтар (Караганда)   |  |
| 13 | ПЗ   | Аллан Катерегга  | 3 червня 1994 (вік 25 років)   | 7      | Маріцбург Юнайтед    |  |
| 16 | ПЗ   | Хассан Вассва    | 14 лютого 1988 (вік 31 рік)    | 70     | вільний агент        |  |
| 17 | ПЗ   | Фарук Мія        | 26 листопада 1997 (вік 21 рік) | 52     | Гориця               |  |
| 21 | ПЗ   | Аллан К'ямбадде  | 15 січня 1996 (вік 23 роки)    | 14     | Кампала Сіті Коунсіл |  |
| 23 | ПЗ   | Мікел Азіра      | 22 серпня 1987 (вік 31 рік)    | 6      | Монреаль Імпакт      |  |
|    |      |                  |                                |        |                      |  |
| 7  | НП   | Еммануель Окві   | 25 грудня 1992 (вік 26 років)  | 63     | Сімба                |  |
| 9  | НП   | Патрік Кадду     | 9 жовтня 1995 (вік 23 роки)    | 8      | Кампала Сіті Коунсіл |  |
| 11 | НП   | Деррік Нсібамбі  | 19 червня 1994 (вік 25 років)  | 18     | Смуха                |  |
| 22 | НП   | Лумала Абду      | 21 липня 1997 (вік 21 рік)     | 2      | Сиріанска            |  |

### Зімбабве
Тренер:  Сандей Чідзамбва
| №  | Поз. | Гравець            | Дата народження (вік)            | Матчів | Клуб               |  |
| -- | ---- | ------------------ | -------------------------------- | ------ | ------------------ |  |
| 1  | ВР   | Едмор Сібанда      | 2 січня 1987 (вік 32 роки)       | 13     | Вітбанк Сперс      |  |
| 13 | ВР   | Елвіс Чипезезе     | 11 березня 1990 (вік 29 років)   | 2      | Барока             |  |
| 16 | ВР   | Джордж Чігова      | 4 березня 1991 (вік 28 років)    | 31     | Полокване Сіті     |  |
|    |      |                    |                                  |        |                    |  |
| 2  | ЗХ   | Тендаї Даріква     | 13 грудня 1991 (вік 27 років)    | 7      | Ноттінгем Форест   |  |
| 4  | ЗХ   | Рональд Пфумбідзай | 25 грудня 1994 (вік 24 роки)     | 14     | Блумфонтейн Селтік |  |
| 5  | ЗХ   | Дівайн Лунга       | 28 травня 1995 (вік 24 роки)     | 9      | Голден Ерроуз      |  |
| 12 | ЗХ   | Джиммі Дзінгай     | 21 листопада 1990 (вік 28 років) | 5      | Пауер Дайнамос     |  |
| 15 | ЗХ   | Тінейдж Гадебе     | 17 вересня 1995 (вік 23 роки)    | 19     | Кайзер Чифс        |  |
| 22 | ЗХ   | Лоуренс Мгланга    | 20 грудня 1993 (вік 25 років)    | 10     | Платинум           |  |
|    |      |                    |                                  |        |                    |  |
| 3  | ПЗ   | Денні Фірі         | 22 квітня 1989 (вік 30 років)    | 38     | Голден Ерроуз      |  |
| 6  | ПЗ   | Алек Мудіму        | 8 квітня 1995 (вік 24 роки)      | 12     | Кевн Друїдс        |  |
| 8  | ПЗ   | Маршалл Мунеці     | 22 червня 1996 (вік 22 роки)     | 12     | Орландо Пайретс    |  |
| 10 | ПЗ   | Овіді Каруру       | 23 січня 1989 (вік 30 років)     | 35     | АмаЗулу            |  |
| 11 | ПЗ   | Хама Білліат       | 19 серпня 1990 (вік 28 років)    | 37     | Кайзер Чифс        |  |
| 18 | ПЗ   | Марвелус Накамба   | 19 січня 1994 (вік 25 років)     | 16     | Брюгге             |  |
| 20 | ПЗ   | Кудакваше Магачі   | 29 вересня 1993 (вік 25 років)   | 25     | Орландо Пайретс    |  |
| 21 | ПЗ   | Табані Камусоко    | 2 березня 1988 (вік 31 рік)      | 9      | Янг Афріканс       |  |
|    |      |                    |                                  |        |                    |  |
| 7  | НП   | Талант Чавапіва    | 3 червня 1992 (вік 27 років)     | 25     | АмаЗулу            |  |
| 9  | НП   | Еванс Русіке       | 13 червня 1991 (вік 28 років)    | 21     | Суперспорт Юнайтед |  |
| 14 | НП   | Тіно Кадевере      | 5 січня 1996 (вік 23 роки)       | 13     | Гавр               |  |
| 17 | НП   | Ноледж Мусона ()   | 21 червня 1990 (вік 29 років)    | 36     | Локерен            |  |
| 19 | НП   | Нокс Мутізва       | 12 жовтня 1993 (вік 25 років)    | 15     | Голден Ерроуз      |  |
| 23 | НП   | Няша Мушекві       | 21 серпня 1987 (вік 31 рік)      | 18     | Далянь Їфан        |  |

## Група B

### Нігерія
Тренер:  Гернот Рор
| №  | Поз. | Гравець            | Дата народження (вік)          | Матчів | Клуб                     |  |
| -- | ---- | ------------------ | ------------------------------ | ------ | ------------------------ |  |
| 1  | ВР   | Ікечукву Езенва    | 16 жовтня 1988 (вік 30 років)  | 19     | Катсіна Юнайтед          |  |
| 16 | ВР   | Деніел Акпеї       | 3 серпня 1986 (вік 32 роки)    | 10     | Кайзер Чифс              |  |
| 23 | ВР   | Френсіс Узохо      | 28 жовтня 1998 (вік 20 років)  | 13     | Анортосіс                |  |
|    |      |                    |                                |        |                          |  |
| 2  | ЗХ   | Ола Айна           | 8 жовтня 1996 (вік 22 роки)    | 8      | Торіно                   |  |
| 3  | ЗХ   | Джамілу Коллінз    | 5 серпня 1994 (вік 24 роки)    | 7      | Падерборн 07             |  |
| 5  | ЗХ   | Вільям Трост-Еконг | 1 вересня 1993 (вік 25 років)  | 31     | Удінезе                  |  |
| 6  | ЗХ   | Леон Балогун       | 28 червня 1988 (вік 30 років)  | 28     | Брайтон енд Гоув Альбіон |  |
| 12 | ЗХ   | Шеху Абдуллахі     | 12 березня 1993 (вік 26 років) | 30     | Бурсаспор                |  |
| 20 | ЗХ   | Чидозі Авазьєм     | 1 січня 1997 (вік 22 роки)     | 5      | Чайкур Різеспор          |  |
| 22 | ЗХ   | Кеннет Омеруо      | 17 жовтня 1993 (вік 25 років)  | 44     | Леганес                  |  |
|    |      |                    |                                |        |                          |  |
| 4  | ПЗ   | Вілфред Ндіді      | 16 грудня 1996 (вік 22 роки)   | 24     | Лестер Сіті              |  |
| 8  | ПЗ   | Огенекаро Етебо    | 9 листопада 1995 (вік 23 роки) | 24     | Сток Сіті                |  |
| 10 | ПЗ   | Джон Обі Мікел ()  | 22 квітня 1987 (вік 32 роки)   | 86     | Мідлсбро                 |  |
| 19 | ПЗ   | Джон Угочукву      | 20 квітня 1988 (вік 31 рік)    | 24     | Хапоель (Беер-Шева)      |  |
|    |      |                    |                                |        |                          |  |
| 7  | НП   | Ахмед Муса         | 14 жовтня 1992 (вік 26 років)  | 80     | Ан-Наср                  |  |
| 9  | НП   | Одіон Іггало       | 16 червня 1989 (вік 30 років)  | 27     | Шанхай Шеньхуа           |  |
| 11 | НП   | Генрі Оньєкуру     | 5 червня 1997 (вік 22 роки)    | 9      | Галатасарай              |  |
| 13 | НП   | Самуель Чуквуезе   | 22 травня 1999 (вік 20 років)  | 2      | Вільярреал               |  |
| 14 | НП   | Пол Онуачу         | 28 травня 1994 (вік 25 років)  | 3      | Мідтьюлланн              |  |
| 15 | НП   | Мозес Симон        | 12 липня 1995 (вік 23 роки)    | 23     | Леванте                  |  |
| 17 | НП   | Самуель Калу       | 26 серпня 1997 (вік 21 рік)    | 6      | Бордо                    |  |
| 18 | НП   | Алекс Івобі        | 3 травня 1996 (вік 23 роки)    | 28     | Арсенал (Лондон)         |  |
| 21 | НП   | Віктор Осімген     | 29 грудня 1998 (вік 20 років)  | 3      | Шарлеруа                 |  |

### Гвінея
Тренер:  Поль Пут
| №  | Поз. | Гравець            | Дата народження (вік)           | Матчів | Клуб                          |  |
| -- | ---- | ------------------ | ------------------------------- | ------ | ----------------------------- |  |
| 1  | ВР   | Набі Яттара        | 12 січня 1984 (вік 35 років)    | 60     | Ексельсіор                    |  |
| 12 | ВР   | Ібрагім Коне       | 5 грудня 1989 (вік 29 років)    | 1      | По                            |  |
| 22 | ВР   | Алі Кейта          | 8 грудня 1986 (вік 32 роки)     | 4      | Естерсунд                     |  |
|    |      |                    |                                 |        |                               |  |
| 3  | ЗХ   | Іссьяага Сілла     | 1 січня 1994 (вік 25 років)     | 43     | Тулуза                        |  |
| 5  | ЗХ   | Ернест Сека        | 22 червня 1987 (вік 31 рік)     | 5      | Нансі                         |  |
| 6  | ЗХ   | Сімон Фалетт       | 19 лютого 1992 (вік 27 років)   | 1      | Айнтрахт (Франкфурт-на-Майні) |  |
| 14 | ЗХ   | Усман Сідібе       | 23 квітня 1985 (вік 34 роки)    | 6      | Безьє                         |  |
| 15 | ЗХ   | Жульян Жанв'є      | 31 березня 1992 (вік 27 років)  | 0      | Брентфорд                     |  |
| 18 | ЗХ   | Мікаель Дірестам   | 20 жовтня 1991 (вік 27 років)   | 0      | Ксанті                        |  |
| 23 | ЗХ   | Фоде Камара        | 17 квітня 1998 (вік 21 рік)     | 1      | Газелек                       |  |
|    |      |                    |                                 |        |                               |  |
| 4  | ПЗ   | Амаду Діавара      | 17 липня 1997 (вік 21 рік)      | 4      | Наполі                        |  |
| 7  | ПЗ   | Маді Камара        | 28 лютого 1997 (вік 22 роки)    | 5      | Олімпіакос                    |  |
| 8  | ПЗ   | Набі Кейта ()      | 10 лютого 1995 (вік 24 роки)    | 32     | Ліверпуль                     |  |
| 13 | ПЗ   | Ібраїма Сіссе      | 28 лютого 1994 (вік 25 років)   | 2      | Фулгем                        |  |
| 17 | ПЗ   | Бубакар Фофана     | 6 листопада 1989 (вік 29 років) | 19     | Газ Метан                     |  |
|    |      |                    |                                 |        |                               |  |
| 2  | НП   | Мохамед Яттара     | 28 липня 1993 (вік 25 років)    | 29     | Осер                          |  |
| 9  | НП   | Хосе Канте         | 27 вересня 1990 (вік 28 років)  | 6      | Хімнастік (Таррагона)         |  |
| 10 | НП   | Франсуа Камано     | 2 травня 1996 (вік 23 роки)     | 26     | Бордо                         |  |
| 11 | НП   | Ідрісса Сілла      | 3 грудня 1990 (вік 28 років)    | 26     | Зюлте-Варегем                 |  |
| 16 | НП   | Ібраїма Траоре     | 21 квітня 1988 (вік 31 рік)     | 44     | Боруссія (Менхенгладбах)      |  |
| 19 | НП   | Бенгалі-Фоде Койта | 21 жовтня 1990 (вік 28 років)   | 0      | Касимпаша                     |  |
| 20 | НП   | Ласс Бангура       | 30 березня 1992 (вік 27 років)  | 33     | Ванкувер Вайткепс             |  |
| 21 | НП   | Сорі Каба          | 10 квітня 1995 (вік 24 роки)    | 5      | Діжон                         |  |

### Мадагаскар
Тренер:  Ніколя Дюпуа
| №  | Поз. | Гравець                    | Дата народження (вік)            | Матчів | Клуб              |  |
| -- | ---- | -------------------------- | -------------------------------- | ------ | ----------------- |  |
| 1  | ВР   | Ібраїма Дабо               | 22 липня 1992 (вік 26 років)     | 8      | Сен-П'єрруаз      |  |
| 16 | ВР   | Жан Дьє-Донне Рандріасозо  | 26 травня 1989 (вік 30 років)    | 10     | КНаПС Спорт       |  |
| 23 | ВР   | Мельвен Адріан             | 30 серпня 1993 (вік 25 років)    | 2      | Мартіг            |  |
|    |      |                            |                                  |        |                   |  |
| 4  | ЗХ   | Мамі Рандріанарісоа        | 7 листопада 1984 (вік 34 роки)   | 36     | Сен-П'єрруаз      |  |
| 5  | ЗХ   | Паскаль Разаканантенайна   | 19 квітня 1987 (вік 32 роки)     | 17     | Сен-П'єрруаз      |  |
| 14 | ЗХ   | Жеремі Морель              | 2 квітня 1984 (вік 35 років)     | 2      | Ліон              |  |
| 17 | ЗХ   | Тоавіна Рамбелосон         | 26 листопада 1992 (вік 26 років) | 3      | Аррас             |  |
| 20 | ЗХ   | Ромен Метанір              | 28 березня 1990 (вік 29 років)   | 4      | Міннесота Юнайтед |  |
| 21 | ЗХ   | Тома Фонтен                | 8 травня 1991 (вік 28 років)     | 8      | Реймс             |  |
| 22 | ЗХ   | Жером Момбрі               | 27 листопада 1987 (вік 31 рік)   | 7      | Гренобль          |  |
|    |      |                            |                                  |        |                   |  |
| 3  | ПЗ   | Ромаріо Баджо              | 24 січня 1994 (вік 25 років)     | 8      | Фоза Жуніор       |  |
| 6  | ПЗ   | Марко Ілаймахарітра        | 26 липня 1995 (вік 23 роки)      | 6      | Шарлеруа          |  |
| 7  | ПЗ   | Дімітрі Калуан             | 8 травня 1990 (вік 29 років)     | 3      | Ле-Ерб'є          |  |
| 8  | ПЗ   | Арогасіна Андріанаріманана | 16 серпня 1991 (вік 27 років)    | 11     | Кайзер Чифс       |  |
| 13 | ПЗ   | Анісе Андріанантенайна     | 13 березня 1990 (вік 29 років)   | 7      | Лудогорець        |  |
| 15 | ПЗ   | Ібрагім Амада              | 28 лютого 1990 (вік 29 років)    | 12     | МК Алжир          |  |
| 18 | ПЗ   | Райан Равелосон            | 16 січня 1997 (вік 22 роки)      | 1      | Труа              |  |
|    |      |                            |                                  |        |                   |  |
| 2  | НП   | Каролюс Андріаматсіноро    | 6 липня 1989 (вік 29 років)      | 25     | Аль-Адаль         |  |
| 9  | НП   | Фанева Іма Андріатсіма ()  | 3 червня 1984 (вік 35 років)     | 36     | Клермон           |  |
| 10 | НП   | Нджіва Ракотоарімалала     | 6 серпня 1992 (вік 26 років)     | 23     | Самут Сахон       |  |
| 11 | НП   | Полен Воаві                | 10 листопада 1987 (вік 31 рік)   | 38     | Міср ель-Маккаса  |  |
| 12 | НП   | Лалайна Номенджанарі       | 1 червня 1986 (вік 33 роки)      | 33     | Париж             |  |
| 19 | НП   | Вільям Гро                 | 31 березня 1992 (вік 27 років)   | 3      | Вітре             |  |

### Бурунді
Тренер:  Олів'є Ніюнгеко
| №  | Поз. | Гравець               | Дата народження (вік)          | Матчів | Клуб             |  |
| -- | ---- | --------------------- | ------------------------------ | ------ | ---------------- |  |
| 1  | ВР   | Джонатан Нахімана     | 12 грудня 1999 (вік 19 років)  | 16     | Вітал'О          |  |
| 13 | ВР   | Джастін Ндікумана     | 1 березня 1993 (вік 26 років)  | 0      | Софапака         |  |
| 23 | ВР   | Макартур Араказа      | 27 липня 1995 (вік 23 роки)    | 28     | Софапака         |  |
|    |      |                       |                                |        |                  |  |
| 6  | ЗХ   | Карім Нізігіїмана     | 21 червня 1989 (вік 30 років)  | 52     | Вайперс          |  |
| 14 | ЗХ   | Омар Нганду           | 3 жовтня 1996 (вік 22 роки)    | 6      | Кігалі           |  |
| 15 | ЗХ   | Омар Мусса            | 30 серпня 1997 (вік 21 рік)    | 14     | Софапака         |  |
| 16 | ЗХ   | Девід Ншимірімана     | 2 січня 1993 (вік 26 років)    | 26     | Мукура Вікторі   |  |
| 19 | ЗХ   | Фредерік Нсабіюмва    | 26 квітня 1995 (вік 24 роки)   | 25     | Чиппа Юнайтед    |  |
| 22 | ЗХ   | Крістоф Ндуваругіра   | 22 червня 1994 (вік 24 роки)   | 26     | Амора            |  |
|    |      |                       |                                |        |                  |  |
| 2  | ПЗ   | Енок Сабумукама       | 4 вересня 1994 (вік 24 роки)   | 3      | ЗЕСКО Юнайтед    |  |
| 4  | ПЗ   | П'єр Квізера          | 16 квітня 1991 (вік 28 років)  | 41     | Аль-Оруба        |  |
| 5  | ПЗ   | Гаель Бігірімана      | 22 жовтня 1993 (вік 25 років)  | 6      | Гіберніан        |  |
| 8  | ПЗ   | Гаель Дюаїндав'ї      | 15 квітня 1990 (вік 29 років)  | 41     | Мукура Вікторі   |  |
| 10 | ПЗ   | Шасірі Нахімана       | 5 серпня 1993 (вік 25 років)   | 30     | Аль-Мужаззаль    |  |
| 12 | ПЗ   | Хусейн Шабані         | 26 вересня 1990 (вік 28 років) | 18     | Етіопіан Кофі    |  |
|    |      |                       |                                |        |                  |  |
| 3  | НП   | Елвіс Камсоба         | 27 червня 1996 (вік 22 роки)   | 0      | Мельбурн Вікторі |  |
| 7  | НП   | Фістон Абдул Разак    | 1 березня 1993 (вік 26 років)  | 38     | Кабілія          |  |
| 9  | НП   | Лоді Мавуго           | 10 жовтня 1989 (вік 29 років)  | 19     | НАПСА Старс      |  |
| 11 | НП   | Селемані Ндікумана () | 18 березня 1987 (вік 32 роки)  | 33     | Аль-Адаль        |  |
| 17 | НП   | Седрік Аміссі         | 20 березня 1990 (вік 29 років) | 39     | Аль-Таавун       |  |
| 18 | НП   | Саїдо Бераїно         | 4 серпня 1993 (вік 25 років)   | 5      | Сток Сіті        |  |
| 20 | НП   | Френсіс Мустафа       | 3 травня 1996 (вік 23 роки)    | 0      | Гор Маг'я        |  |
| 21 | НП   | Мохамед Аміссі        | 3 серпня 2000 (вік 18 років)   | 0      | НАК Бреда        |  |

## Група C

### Сенегал
Тренер:  Алью Сіссе
| №  | Поз. | Гравець           | Дата народження (вік)          | Матчів | Клуб           |  |
| -- | ---- | ----------------- | ------------------------------ | ------ | -------------- |  |
| 1  | ВР   | Абдулає Діалло    | 30 березня 1992 (вік 27 років) | 17     | Ренн           |  |
| 16 | ВР   | Едуар Менді       | 1 березня 1992 (вік 27 років)  | 2      | Реймс          |  |
| 23 | ВР   | Альфред Гоміс     | 5 вересня 1993 (вік 25 років)  | 5      | СПАЛ           |  |
|    |      |                   |                                |        |                |  |
| 2  | ЗХ   | Саліу Сісс        | 15 червня 1989 (вік 30 років)  | 17     | Валансьєн      |  |
| 3  | ЗХ   | Каліду Кулібалі   | 20 червня 1991 (вік 28 років)  | 31     | Наполі         |  |
| 4  | ЗХ   | Пап Абу Сіссе     | 14 вересня 1995 (вік 23 роки)  | 3      | Олімпіакос     |  |
| 6  | ЗХ   | Саліф Сане        | 25 серпня 1990 (вік 28 років)  | 24     | Шальке 04      |  |
| 12 | ЗХ   | Юссуф Сабалі      | 5 березня 1993 (вік 26 років)  | 11     | Бордо          |  |
| 21 | ЗХ   | Ламін Гассама     | 20 жовтня 1989 (вік 29 років)  | 35     | Гезтепе        |  |
| 22 | ЗХ   | Мусса Ваге        | 4 жовтня 1998 (вік 20 років)   | 13     | Барселона      |  |
|    |      |                   |                                |        |                |  |
| 5  | ПЗ   | Ідрісса Гує       | 26 вересня 1989 (вік 29 років) | 57     | Евертон        |  |
| 8  | ПЗ   | Шейху Куяте ()    | 21 грудня 1989 (вік 29 років)  | 47     | Крістал Пелес  |  |
| 13 | ПЗ   | Альфред Н'Діайє   | 6 березня 1990 (вік 29 років)  | 25     | Малага         |  |
| 14 | ПЗ   | Анрі Севе         | 26 жовтня 1990 (вік 28 років)  | 20     | Бурсаспор      |  |
| 15 | ПЗ   | Крепен Діатта     | 25 лютого 1999 (вік 20 років)  | 2      | Брюгге         |  |
| 17 | ПЗ   | Папа Аліун Н'Діає | 27 жовтня 1990 (вік 28 років)  | 19     | Галатасарай    |  |
|    |      |                   |                                |        |                |  |
| 7  | НП   | Мусса Конате      | 3 квітня 1993 (вік 26 років)   | 29     | Ам'єн          |  |
| 9  | НП   | Мбай Ньянг        | 19 грудня 1994 (вік 24 роки)   | 14     | Ренн           |  |
| 10 | НП   | Садіо Мане        | 10 квітня 1992 (вік 27 років)  | 56     | Ліверпуль      |  |
| 11 | НП   | Кейта Бальде      | 8 березня 1995 (вік 24 роки)   | 24     | Інтернаціонале |  |
| 18 | НП   | Ісмаїла Сарр      | 25 лютого 1998 (вік 21 рік)    | 20     | Ренн           |  |
| 19 | НП   | Мбає Діань        | 28 жовтня 1991 (вік 27 років)  | 4      | Галатасарай    |  |
| 20 | НП   | Сада Тіуб         | 1 червня 1995 (вік 24 роки)    | 2      | Нім            |  |

### Алжир
Тренер:  Джамель Бельмаді
Остаточний склад був оголошений 30 травня 2019 року.
| №  | Поз. | Гравець          | Дата народження (вік)            | Матчів | Клуб             |  |
| -- | ---- | ---------------- | -------------------------------- | ------ | ---------------- |  |
| 1  | ВР   | Аззедін Духа     | 5 серпня 1986 (вік 32 роки)      | 13     | Аль-Раед         |  |
| 16 | ВР   | Александр Укіджа | 19 липня 1988 (вік 30 років)     | 1      | Мец              |  |
| 23 | ВР   | Раїс М'Болі      | 25 квітня 1986 (вік 33 роки)     | 59     | Аль-Іттіфак      |  |
|    |      |                  |                                  |        |                  |  |
| 2  | ЗХ   | Аїсса Манді      | 22 жовтня 1991 (вік 27 років)    | 43     | Реал Бетіс       |  |
| 3  | ЗХ   | Мехді Тахрат     | 24 січня 1990 (вік 29 років)     | 6      | Ланс             |  |
| 4  | ЗХ   | Джамель Бенламрі | 25 грудня 1989 (вік 29 років)    | 2      | Аш-Шабаб         |  |
| 5  | ЗХ   | Рафік Халіш      | 2 вересня 1986 (вік 32 роки)     | 38     | Морейренсі       |  |
| 6  | ЗХ   | Мохамед Фарес    | 15 лютого 1996 (вік 23 роки)     | 5      | СПАЛ             |  |
| 18 | ЗХ   | Мехді Зеффан     | 19 травня 1992 (вік 27 років)    | 11     | Ренн             |  |
| 20 | ЗХ   | Юсеф Аттал       | 17 травня 1996 (вік 23 роки)     | 7      | Ніцца            |  |
| 21 | ЗХ   | Рамі Бенсебаїні  | 16 квітня 1995 (вік 24 роки)     | 17     | Ренн             |  |
|    |      |                  |                                  |        |                  |  |
| 7  | ПЗ   | Ріяд Марез ()    | 21 лютого 1991 (вік 28 років)    | 44     | Манчестер Сіті   |  |
| 10 | ПЗ   | Соф'ян Фегулі    | 26 грудня 1989 (вік 29 років)    | 50     | Галатасарай      |  |
| 11 | ПЗ   | Ясін Брагімі     | 8 лютого 1990 (вік 29 років)     | 45     | Порту            |  |
| 12 | ПЗ   | Адам Унас        | 11 листопада 1996 (вік 22 роки)  | 5      | Наполі           |  |
| 14 | ПЗ   | Хішам Будаві     | 23 вересня 1999 (вік 19 років)   | 2      | Параду           |  |
| 17 | ПЗ   | Адлен Ґедіура    | 12 листопада 1985 (вік 33 роки)  | 41     | Ноттінгем Форест |  |
| 19 | ПЗ   | Мехді Абейд      | 6 серпня 1992 (вік 26 років)     | 7      | Діжон            |  |
| 22 | ПЗ   | Ісмаель Беннасер | 1 грудня 1997 (вік 21 рік)       | 8      | Емполі           |  |
|    |      |                  |                                  |        |                  |  |
| 8  | НП   | Юсеф Белаїлі     | 14 березня 1992 (вік 27 років)   | 5      | Есперанс         |  |
| 9  | НП   | Багдад Бунеджах  | 30 листопада 1991 (вік 27 років) | 22     | Ас-Садд          |  |
| 13 | НП   | Іслам Слімані    | 18 червня 1988 (вік 31 рік)      | 60     | Фенербахче       |  |
| 15 | НП   | Енді Делор       | 9 жовтня 1991 (вік 27 років)     | 0      | Монпельє         |  |

### Кенія
Тренер:  Себастьєн Міньє
| №  | Поз. | Гравець           | Дата народження (вік)          | Матчів | Клуб                 |  |
| -- | ---- | ----------------- | ------------------------------ | ------ | -------------------- |  |
| 1  | ВР   | Шикало Фарук      | 10 грудня 1996 (вік 22 роки)   | 0      | Бандарі              |  |
| 18 | ВР   | Патрік Матасі     | 11 грудня 1987 (вік 31 рік)    | 19     | Сент-Джордж          |  |
| 23 | ВР   | Джон Оємба        | 3 червня 1993 (вік 26 років)   | 0      | Каріобангі Шаркс     |  |
|    |      |                   |                                |        |                      |  |
| 2  | ЗХ   | Джозеф Окуму      | 26 травня 1997 (вік 22 роки)   | 1      | Реал Монаркс         |  |
| 3  | ЗХ   | Абуд Омар         | 9 вересня 1992 (вік 26 років)  | 33     | Сепсі                |  |
| 4  | ЗХ   | Джоаш Оньянго     | 31 січня 1993 (вік 26 років)   | 5      | Гор Маг'я            |  |
| 5  | ЗХ   | Муса Мохаммед     | 6 червня 1991 (вік 28 років)   | 35     | Нкана                |  |
| 6  | ЗХ   | Бернард Очіенг    | 25 січня 1996 (вік 23 роки)    | 2      | Вігіга Юнайтед       |  |
| 13 | ЗХ   | Ерік Ума          | 27 вересня 1996 (вік 22 роки)  | 18     | Васалундс            |  |
| 15 | ЗХ   | Девід Овіно       | 5 квітня 1988 (вік 31 рік)     | 52     | ЗЕСКО Юнайтед        |  |
| 20 | ЗХ   | Філемон Отьєно    | 18 жовтня 1992 (вік 26 років)  | 6      | Гор Маг'я            |  |
|    |      |                   |                                |        |                      |  |
| 7  | ПЗ   | Аюб Масіка        | 10 вересня 1992 (вік 26 років) | 16     | Бейцзін Женьхе       |  |
| 8  | ПЗ   | Джоханна Омоло    | 31 липня 1989 (вік 29 років)   | 21     | Серкль               |  |
| 10 | ПЗ   | Ерік Омонді       | 8 листопада 1994 (вік 24 роки) | 23     | Броммапойкарна       |  |
| 11 | ПЗ   | Френсіс Кагата    | 4 липня 1992 (вік 26 років)    | 32     | Гор Маг'я            |  |
| 12 | ПЗ   | Віктор Ваньяма () | 25 червня 1991 (вік 27 років)  | 53     | Тоттенгем Готспур    |  |
| 16 | ПЗ   | Пол Вере          | 8 жовтня 1993 (вік 25 років)   | 32     | Трикала              |  |
| 17 | ПЗ   | Ісмаель Атуман    | 1 лютого 1995 (вік 24 роки)    | 9      | Лас-Пальмас Атлетіко |  |
| 19 | ПЗ   | Овелла Очіенг     | 23 грудня 1999 (вік 19 років)  | 15     | Васалундс            |  |
| 21 | ПЗ   | Денніс Одіамбо    | 18 березня 1985 (вік 34 роки)  | 27     | Софапака             |  |
|    |      |                   |                                |        |                      |  |
| 9  | НП   | Джон Авіре        | 12 березня 1997 (вік 22 роки)  | 0      | Софапака             |  |
| 14 | НП   | Майкл Олунга      | 26 березня 1994 (вік 25 років) | 31     | Касіва Рейсол        |  |
| 22 | НП   | Масуд Джума       | 3 лютого 1996 (вік 23 роки)    | 6      | Аль-Наср (Бенгазі)   |  |

### Танзанія
Тренер:  Еммануель Амуніке
| №  | Поз. | Гравець          | Дата народження (вік)            | Матчів | Клуб             |  |
| -- | ---- | ---------------- | -------------------------------- | ------ | ---------------- |  |
| 1  | ВР   | Арон Каламбо     | 13 липня 1994 (вік 24 роки)      | 0      | Танзанія Прізонс |  |
| 13 | ВР   | Метача Мната     | 25 листопада 1998 (вік 20 років) | 0      | Мбао             |  |
| 18 | ВР   | Аїши Манула      | 13 вересня 1995 (вік 23 роки)    | 28     | Сімба            |  |
|    |      |                  |                                  |        |                  |  |
| 2  | ЗХ   | Гадіель Камагі   | 12 вересня 1996 (вік 22 роки)    | 21     | Янг Афріканс     |  |
| 5  | ЗХ   | Келвін Йонданi   | 9 жовтня 1984 (вік 34 роки)      | 69     | Янг Афріканс     |  |
| 6  | ЗХ   | Давід Мвантіка   | 21 грудня 1988 (вік 30 років)    | 4      | Азам             |  |
| 15 | ЗХ   | Мохамед Хуссейні | 1 листопада 1996 (вік 22 роки)   | 12     | Сімба            |  |
| 19 | ЗХ   | Вісент Філіпо    | 1 лютого 1996 (вік 23 роки)      | 0      | Мбао             |  |
| 20 | ЗХ   | Аллі Мтоні       | 13 березня 1993 (вік 26 років)   | 2      | Ліпулі           |  |
|    |      |                  |                                  |        |                  |  |
| 3  | ПЗ   | Фейсал Салум     | 11 січня 1998 (вік 21 рік)       | 4      | Янг Афріканс     |  |
| 4  | ПЗ   | Ерасто Нйоні     | 7 травня 1988 (вік 31 рік)       | 79     | Сімба            |  |
| 7  | ПЗ   | Хімід Мао        | 5 листопада 1992 (вік 26 років)  | 46     | Петроджет        |  |
| 8  | ПЗ   | Френк Домайо     | 16 лютого 1993 (вік 26 років)    | 33     | Азам             |  |
| 22 | ПЗ   | Хассан Кессі     | 25 грудня 1994 (вік 24 роки)     | 8      | Нкана            |  |
| 23 | ПЗ   | Мудатхір Ях'я    | 6 травня 1996 (вік 23 роки)      | 13     | Азам             |  |
|    |      |                  |                                  |        |                  |  |
| 9  | НП   | Аді Юссуф        | 20 лютого 1992 (вік 27 років)    | 0      | Блекпул          |  |
| 10 | НП   | Мбвана Самата () | 23 грудня 1992 (вік 26 років)    | 47     | Генк             |  |
| 11 | НП   | Томас Улімвенгу  | 14 червня 1993 (вік 26 років)    | 45     | Саура            |  |
| 12 | НП   | Саймон Мсува     | 2 жовтня 1993 (вік 25 років)     | 48     | Діфаа            |  |
| 14 | НП   | Рафаель Бокко    | 5 серпня 1989 (вік 29 років)     | 61     | Сімба            |  |
| 16 | НП   | Рашид Мандава    | 5 травня 1994 (вік 25 років)     | 5      | Діфенс Форс XI   |  |
| 17 | НП   | Фаріді Мусса     | 21 червня 1996 (вік 23 роки)     | 18     | Тенерифе         |  |
| 21 | НП   | Ях'я Заїд        | 10 березня 1998 (вік 21 рік)     | 4      | Ісмайлі          |  |

## Група D

### Марокко
Тренер:  Ерве Ренар
| №  | Поз. | Гравець               | Дата народження (вік)           | Матчів | Клуб                    |  |
| -- | ---- | --------------------- | ------------------------------- | ------ | ----------------------- |  |
| 1  | ВР   | Яссін Буну            | 5 квітня 1991 (вік 28 років)    | 15     | Жирона                  |  |
| 12 | ВР   | Мунір Моханд Мохамеді | 10 травня 1989 (вік 30 років)   | 34     | Малага                  |  |
| 22 | ВР   | Ахмед Реда Тагнауті   | 5 квітня 1996 (вік 23 роки)     | 2      | Відад                   |  |
|    |      |                       |                                 |        |                         |  |
| 2  | ЗХ   | Ашраф Хакімі          | 4 листопада 1998 (вік 20 років) | 19     | Боруссія (Дортмунд)     |  |
| 3  | ЗХ   | Нуссаїр Мазрауї       | 14 листопада 1997 (вік 21 рік)  | 4      | Аякс (Амстердам)        |  |
| 4  | ЗХ   | Мануел да Кошта       | 6 травня 1986 (вік 33 роки)     | 35     | Аль-Іттіхад (Джидда)    |  |
| 5  | ЗХ   | Мехді Бенатія ()      | 17 квітня 1987 (вік 32 роки)    | 62     | Аль-Духаїль             |  |
| 6  | ЗХ   | Ромен Саїсс           | 26 березня 1990 (вік 29 років)  | 33     | Вулвергемптон Вондерерз |  |
| 17 | ЗХ   | Набіль Дірар          | 25 лютого 1986 (вік 33 роки)    | 39     | Фенербахче              |  |
| 21 | ЗХ   | Юніс Абдельхамід      | 28 вересня 1987 (вік 31 рік)    | 4      | Реймс                   |  |
| 23 | ЗХ   | Абделькрім Бааді      | 14 квітня 1996 (вік 23 роки)    | 2      | Хассані                 |  |
|    |      |                       |                                 |        |                         |  |
| 7  | ПЗ   | Хакім Зієш            | 19 березня 1993 (вік 26 років)  | 23     | Аякс (Амстердам)        |  |
| 8  | ПЗ   | Карім Ель-Ахмаді      | 27 січня 1985 (вік 34 роки)     | 61     | Аль-Іттіхад (Джидда)    |  |
| 9  | ПЗ   | Соф'ян Буфал          | 17 вересня 1993 (вік 25 років)  | 9      | Сельта                  |  |
| 10 | ПЗ   | Юнес Беланда          | 25 лютого 1990 (вік 29 років)   | 53     | Галатасарай             |  |
| 11 | ПЗ   | Файсал Фаджр          | 1 серпня 1988 (вік 30 років)    | 31     | Кан                     |  |
| 14 | ПЗ   | Мбарк Буссуфа         | 15 серпня 1984 (вік 34 роки)    | 66     | Аш-Шабаб (Ер-Ріяд)      |  |
| 15 | ПЗ   | Юссеф Аїт Беннассер   | 7 липня 1996 (вік 22 роки)      | 19     | Сент-Етьєн              |  |
| 18 | ПЗ   | Мехді Бурабія         | 8 липня 1991 (вік 27 років)     | 3      | Сассуоло                |  |
|    |      |                       |                                 |        |                         |  |
| 13 | НП   | Халід Бутаїб          | 24 квітня 1987 (вік 32 роки)    | 22     | Замалек                 |  |
| 16 | НП   | Нордін Амрабат        | 31 березня 1987 (вік 32 роки)   | 52     | Ан-Наср (Ер-Ріяд)       |  |
| 19 | НП   | Юссеф Ен-Несірі       | 1 червня 1997 (вік 22 роки)     | 22     | Леганес                 |  |
| 20 | НП   | Уссама Ідріссі        | 26 лютого 1996 (вік 23 роки)    | 2      | АЗ                      |  |

### Кот-д'Івуар
Тренер:  Ібрагім Камара
| №  | Поз. | Гравець           | Дата народження (вік)            | Матчів | Клуб              |  |
| -- | ---- | ----------------- | -------------------------------- | ------ | ----------------- |  |
| 1  | ВР   | Тапе Еліезер      | 31 серпня 1997 (вік 21 рік)      | 0      | Сан-Педро         |  |
| 16 | ВР   | Сільвен Гбоуо     | 29 жовтня 1988 (вік 30 років)    | 40     | ТП Мазембе        |  |
| 23 | ВР   | Бадра Сангаре     | 30 травня 1986 (вік 33 роки)     | 13     | Фрі Стейт Старз   |  |
|    |      |                   |                                  |        |                   |  |
| 2  | ЗХ   | Вонло Кулібалі    | 22 грудня 1991 (вік 27 років)    | 1      | АСЕК Мімозас      |  |
| 3  | ЗХ   | Сулейман Думбія   | 24 вересня 1996 (вік 22 роки)    | 0      | Ренн              |  |
| 4  | ЗХ   | Жан-Філіпп Гбамен | 25 вересня 1995 (вік 23 роки)    | 6      | Майнц 05          |  |
| 5  | ЗХ   | Вільфред Канон    | 6 липня 1993 (вік 25 років)      | 35     | АДО Ден Гаг       |  |
| 6  | ЗХ   | Ісмаель Траоре    | 18 серпня 1986 (вік 32 роки)     | 5      | Анже              |  |
| 17 | ЗХ   | Серж Ор'є ()      | 24 грудня 1992 (вік 26 років)    | 52     | Тоттенгем Готспур |  |
| 21 | ЗХ   | Шейк Комара       | 14 жовтня 1993 (вік 25 років)    | 9      | Відад             |  |
| 22 | ЗХ   | Мамаду Багайоко   | 31 грудня 1989 (вік 29 років)    | 8      | Ред Стар          |  |
|    |      |                   |                                  |        |                   |  |
| 7  | ПЗ   | Віктор'єн Ангбан  | 29 вересня 1996 (вік 22 роки)    | 8      | Мец               |  |
| 8  | ПЗ   | Франк Кесс'є      | 19 грудня 1996 (вік 22 роки)     | 28     | Мілан             |  |
| 10 | ПЗ   | Жан Сері          | 19 липня 1991 (вік 27 років)     | 23     | Фулгем            |  |
| 15 | ПЗ   | Макс Градель      | 30 листопада 1987 (вік 31 рік)   | 65     | Тулуза            |  |
| 18 | ПЗ   | Ібрагім Сангаре   | 2 грудня 1997 (вік 21 рік)       | 2      | Тулуза            |  |
| 20 | ПЗ   | Сере Д'є          | 7 листопада 1984 (вік 34 роки)   | 44     | Ксамакс           |  |
|    |      |                   |                                  |        |                   |  |
| 9  | НП   | Вільфрід Заа      | 10 листопада 1992 (вік 26 років) | 9      | Крістал Пелес     |  |
| 11 | НП   | Максвел Корне     | 27 вересня 1996 (вік 22 роки)    | 10     | Ліон              |  |
| 12 | НП   | Вільфред Боні     | 10 грудня 1988 (вік 30 років)    | 52     | Аль-Арабі         |  |
| 13 | НП   | Рожер Ассале      | 13 листопада 1993 (вік 25 років) | 14     | Янг Бойз          |  |
| 14 | НП   | Джонатан Кодж'я   | 22 жовтня 1989 (вік 29 років)    | 17     | Астон Вілла       |  |
| 19 | НП   | Ніколя Пепе       | 20 травня 1995 (вік 24 роки)     | 11     | Лілль             |  |

### Південна Африка
Тренер:  Стюарт Бакстер
| №  | Поз. | Гравець             | Дата народження (вік)           | Матчів | Клуб               |  |
| -- | ---- | ------------------- | ------------------------------- | ------ | ------------------ |  |
| 1  | ВР   | Даррен Кіт          | 5 серпня 1989 (вік 29 років)    | 9      | Бідвест Вітс       |  |
| 16 | ВР   | Брюс Бвума          | 13 травня 1995 (вік 24 роки)    | 0      | Кайзер Чифс        |  |
| 22 | ВР   | Ронвен Вільямс      | 21 січня 1992 (вік 27 років)    | 5      | Суперспорт Юнайтед |  |
|    |      |                     |                                 |        |                    |  |
| 2  | ЗХ   | Бюле Мхваназі       | 1 лютого 1990 (вік 29 років)    | 15     | Бідвест Вітс       |  |
| 3  | ЗХ   | Інносент Маела      | 14 серпня 1992 (вік 26 років)   | 3      | Орландо Пайретс    |  |
| 4  | ЗХ   | Даніель Кардосо     | 6 жовтня 1988 (вік 30 років)    | 1      | Кайзер Чифс        |  |
| 5  | ЗХ   | Тамсанка Мхізе      | 18 серпня 1988 (вік 30 років)   | 6      | Кейптаун Сіті      |  |
| 6  | ЗХ   | Рамагве Мфахлеле    | 1 лютого 1990 (вік 29 років)    | 14     | Кайзер Чифс        |  |
| 14 | ЗХ   | Тулані Хлатшвайо () | 18 грудня 1989 (вік 29 років)   | 40     | Бідвест Вітс       |  |
| 18 | ЗХ   | Сіфізо Хланті       | 1 травня 1990 (вік 29 років)    | 13     | Бідвест Вітс       |  |
|    |      |                     |                                 |        |                    |  |
| 8  | ПЗ   | Бонгані Зунгу       | 9 жовтня 1992 (вік 26 років)    | 24     | Ам'єн              |  |
| 10 | ПЗ   | Тюлані Сереро       | 4 листопада 1990 (вік 28 років) | 40     | Вітессе            |  |
| 11 | ПЗ   | Темба Зване         | 3 серпня 1989 (вік 29 років)    | 16     | Мамелоді Сандаунз  |  |
| 12 | ПЗ   | Камохело Мокотхо    | 11 березня 1991 (вік 28 років)  | 15     | Брентфорд          |  |
| 13 | ПЗ   | Самуель Мабунда     | 17 квітня 1988 (вік 31 рік)     | 9      | Мамелоді Сандаунз  |  |
| 15 | ПЗ   | Дін Фурман          | 22 червня 1988 (вік 30 років)   | 49     | Суперспорт Юнайтед |  |
| 17 | ПЗ   | Сібусісо Вілаказі   | 29 грудня 1989 (вік 29 років)   | 32     | Мамелоді Сандаунз  |  |
| 20 | ПЗ   | Хломфо Кекана       | 23 травня 1985 (вік 34 роки)    | 26     | Мамелоді Сандаунз  |  |
|    |      |                     |                                 |        |                    |  |
| 7  | НП   | Лебохан Мабо        | 17 вересня 1994 (вік 24 роки)   | 7      | Мамелоді Сандаунз  |  |
| 9  | НП   | Лебо Мотіба         | 28 січня 1996 (вік 23 роки)     | 7      | Страсбур           |  |
| 19 | НП   | Персі Тау           | 13 травня 1994 (вік 25 років)   | 18     | Уніон Сент-Жілуаз  |  |
| 21 | НП   | Ларс Вельдвейк      | 21 серпня 1991 (вік 27 років)   | 2      | Спарта (Роттердам) |  |
| 23 | НП   | Тембінкосі Лорч     | 22 липня 1993 (вік 25 років)    | 4      | Орландо Пайретс    |  |

### Намібія
Тренер:  Рікардо Маннетті
| №  | Поз. | Гравець              | Дата народження (вік)            | Матчів | Клуб                   |  |
| -- | ---- | -------------------- | -------------------------------- | ------ | ---------------------- |  |
| 1  | ВР   | Максиміліан Мбаева   | 14 квітня 1989 (вік 30 років)    | 21     | Голден Ерроуз          |  |
| 16 | ВР   | Ратанда Мбазувара    | 15 серпня 1989 (вік 29 років)    | 1      | Африкан Старз          |  |
| 23 | ВР   | Ллойд Казапуа        | 25 березня 1989 (вік 30 років)   | 14     | Маккабі (Йоганнесбург) |  |
|    |      |                      |                                  |        |                        |  |
| 2  | ЗХ   | Дензіл Хаосеб        | 25 лютого 1991 (вік 28 років)    | 57     | Хайлендс Парк          |  |
| 3  | ЗХ   | Ананьяс Гебгардт     | 8 вересня 1988 (вік 30 років)    | 42     | Барока                 |  |
| 4  | ЗХ   | Ріаан Ханамуб        | 8 лютого 1995 (вік 24 роки)      | 19     | Джомо Космос           |  |
| 5  | ЗХ   | Чарльз Гамбіра       | 3 червня 1990 (вік 29 років)     | 12     | Тура Меджик            |  |
| 20 | ЗХ   | Іван Камберіпа       | 3 лютого 1994 (вік 25 років)     | 2      | Африкан Старз          |  |
| 22 | ЗХ   | Раян Наямб           | 4 грудня 1997 (вік 21 рік)       | 0      | Блекберн Роверз        |  |
|    |      |                      |                                  |        |                        |  |
| 6  | ПЗ   | Ларрі Гораб          | 12 листопада 1991 (вік 27 років) | 44     | Тура Меджик            |  |
| 7  | ПЗ   | Деон Готто           | 29 жовтня 1991 (вік 27 років)    | 44     | Бідвест Вітс           |  |
| 8  | ПЗ   | Віллі Стефанус       | 26 червня 1991 (вік 27 років)    | 44     | Лусака Дайнамос        |  |
| 11 | ПЗ   | Абсалом Іїмбонді     | 11 жовтня 1991 (вік 27 років)    | 23     | Юнайтед Африка Тайгерс |  |
| 12 | ПЗ   | Рональд Кетжіжере () | 12 грудня 1987 (вік 31 рік)      | 64     | Африкан Старз          |  |
| 14 | ПЗ   | Джослін Каматука     | 22 липня 1991 (вік 27 років)     | 7      | Кейп Умоя Юнайтед      |  |
| 15 | ПЗ   | Марсель Папама       | 28 квітня 1996 (вік 23 роки)     | 5      | Африкан Старз          |  |
| 19 | ПЗ   | Петрус Шитембі       | 11 травня 1992 (вік 27 років)    | 61     | Лусака Дайнамос        |  |
| 21 | ПЗ   | Дайнамо Фредерікс    | 4 квітня 1992 (вік 27 років)     | 21     | Блек Африка            |  |
|    |      |                      |                                  |        |                        |  |
| 9  | НП   | Бенсон Шилонго       | 18 травня 1992 (вік 27 років)    | 26     | Ісмайлі                |  |
| 10 | НП   | Манфред Штарке       | 21 лютого 1991 (вік 28 років)    | 3      | Карл Цейс              |  |
| 13 | НП   | Пітер Шалуліле       | 23 березня 1993 (вік 26 років)   | 27     | Хайлендс Парк          |  |
| 17 | НП   | Ітамунуа Кеймуїне    | 1 травня 1993 (вік 26 років)     | 28     | Дире-Дауа              |  |
| 18 | НП   | Ісаскар Гуріраб      | 3 січня 1998 (вік 21 рік)        | 2      | Лайф Файтерс           |  |

## Група E

### Туніс
Тренер:  Ален Жиресс
| №  | Поз. | Гравець            | Дата народження (вік)          | Матчів | Клуб               |  |
| -- | ---- | ------------------ | ------------------------------ | ------ | ------------------ |  |
| 1  | ВР   | Фарук Бен-Мустафа  | 1 липня 1989 (вік 29 років)    | 24     | Аш-Шабаб (Ер-Ріяд) |  |
| 16 | ВР   | Муез Хассен        | 5 березня 1995 (вік 24 роки)   | 5      | Ніцца              |  |
| 22 | ВР   | Моез Бен Шеріфія   | 24 червня 1991 (вік 27 років)  | 17     | Есперанс           |  |
|    |      |                    |                                |        |                    |  |
| 3  | ЗХ   | Дилан Бронн        | 19 червня 1995 (вік 24 роки)   | 11     | Гент               |  |
| 4  | ЗХ   | Яссін Меріах       | 2 липня 1993 (вік 25 років)    | 28     | Олімпіакос         |  |
| 5  | ЗХ   | Уссама Хаддаді     | 28 січня 1992 (вік 27 років)   | 15     | Діжон              |  |
| 6  | ЗХ   | Рамі Бедуї         | 19 січня 1990 (вік 29 років)   | 14     | Аль-Фейха          |  |
| 12 | ЗХ   | Карім Ауадхі       | 2 травня 1988 (вік 31 рік)     | 10     | Етуаль дю Сахель   |  |
| 14 | ЗХ   | Мохамед Дрегер     | 25 червня 1996 (вік 22 роки)   | 4      | Падерборн 07       |  |
| 21 | ЗХ   | Нассім Хнід        | 12 березня 1997 (вік 22 роки)  | 1      | Сфаксьєн           |  |
|    |      |                    |                                |        |                    |  |
| 2  | ПЗ   | Вайді Кечріда      | 5 листопада 1995 (вік 23 роки) | 1      | Етуаль дю Сахель   |  |
| 7  | ПЗ   | Юссеф Мсакні ()    | 28 жовтня 1990 (вік 28 років)  | 49     | Ейпен              |  |
| 9  | ПЗ   | Аніс Бадрі         | 18 вересня 1990 (вік 28 років) | 15     | Есперанс           |  |
| 13 | ПЗ   | Ферджані Сассі     | 18 березня 1992 (вік 27 років) | 45     | Замалек            |  |
| 15 | ПЗ   | Марк Ламті         | 28 січня 2001 (вік 18 років)   | 1      | Баєр 04            |  |
| 17 | ПЗ   | Ельє Скірі         | 10 травня 1995 (вік 24 роки)   | 14     | Монпельє           |  |
| 18 | ПЗ   | Бассем Срарфі      | 25 червня 1997 (вік 21 рік)    | 12     | Ніцца              |  |
| 19 | ПЗ   | Айман Бен Мохамед  | 8 грудня 1994 (вік 24 роки)    | 2      | Есперанс           |  |
| 20 | ПЗ   | Гайлен Шаалалі     | 28 лютого 1994 (вік 25 років)  | 8      | Есперанс           |  |
| 23 | ПЗ   | Наїм Сліті         | 27 липня 1992 (вік 26 років)   | 30     | Діжон              |  |
|    |      |                    |                                |        |                    |  |
| 8  | НП   | Фірас Шауат        | 8 травня 1996 (вік 23 роки)    | 4      | Сфаксьєн           |  |
| 10 | НП   | Вагбі Хазрі        | 8 лютого 1991 (вік 28 років)   | 43     | Сент-Етьєн         |  |
| 11 | НП   | Таха Яссін Хеніссі | 6 січня 1992 (вік 27 років)    | 23     | Есперанс           |  |

### Малі
Тренер:  Мохамед Магасуба
| №  | Поз. | Гравець          | Дата народження (вік)            | Матчів | Клуб                |  |
| -- | ---- | ---------------- | -------------------------------- | ------ | ------------------- |  |
| 1  | ВР   | Ібрагім Мункоро  | 23 лютого 1990 (вік 29 років)    | 0      | ТП Мазембе          |  |
| 16 | ВР   | Джигі Діарра     | 27 лютого 1995 (вік 24 роки)     | 25     | Стад Мальєн         |  |
| 22 | ВР   | Адама Кейта      | 3 травня 1990 (вік 29 років)     | 1      | Джоліба             |  |
|    |      |                  |                                  |        |                     |  |
| 2  | ЗХ   | Амарі Траоре     | 27 січня 1992 (вік 27 років)     | 18     | Ренн                |  |
| 3  | ЗХ   | Юссуф Коне       | 5 липня 1995 (вік 23 роки)       | 12     | Лілль               |  |
| 5  | ЗХ   | Кікі Куяте       | 15 квітня 1997 (вік 22 роки)     | 1      | Труа                |  |
| 6  | ЗХ   | Массадіо Айдара  | 2 грудня 1992 (вік 26 років)     | 1      | Ланс                |  |
| 13 | ЗХ   | Молла Ваге       | 21 лютого 1991 (вік 28 років)    | 30     | Ноттінгем Форест    |  |
| 15 | ЗХ   | Мамаду Фофана    | 21 січня 1998 (вік 21 рік)       | 9      | Мец                 |  |
| 17 | ЗХ   | Фалай Сакко      | 1 травня 1995 (вік 24 роки)      | 8      | Віторія (Гімарайнш) |  |
|    |      |                  |                                  |        |                     |  |
| 4  | ПЗ   | Амаду Айдара     | 31 січня 1998 (вік 21 рік)       | 6      | РБ Лейпциг          |  |
| 7  | ПЗ   | Мусса Думбія     | 15 серпня 1994 (вік 24 роки)     | 17     | Реймс               |  |
| 8  | ПЗ   | Діаді Самассеку  | 11 січня 1996 (вік 23 роки)      | 8      | Ред Булл            |  |
| 11 | ПЗ   | Лассана Кулібалі | 10 квітня 1996 (вік 23 роки)     | 14     | Рейнджерс           |  |
| 14 | ПЗ   | Адама Траоре І   | 5 червня 1995 (вік 24 роки)      | 19     | Орлеан              |  |
| 18 | ПЗ   | Шейк Дукуре      | 8 січня 2000 (вік 19 років)      | 2      | Ланс                |  |
| 19 | ПЗ   | Мусса Дженепо    | 15 червня 1998 (вік 21 рік)      | 9      | Стандард (Льєж)     |  |
| 21 | ПЗ   | Адама Траоре II  | 28 червня 1995 (вік 23 роки)     | 8      | Серкль              |  |
|    |      |                  |                                  |        |                     |  |
| 9  | НП   | Мусса Марега     | 14 квітня 1991 (вік 28 років)    | 20     | Порту               |  |
| 10 | НП   | Каліфа Кулібалі  | 21 серпня 1991 (вік 27 років)    | 14     | Нант                |  |
| 12 | НП   | Секу Койта       | 28 листопада 1999 (вік 19 років) | 0      | Вольфсбергер        |  |
| 20 | НП   | Адама Ніан       | 16 червня 1993 (вік 26 років)    | 5      | Шарлеруа            |  |
| 23 | НП   | Абдулай Діабі () | 21 травня 1991 (вік 28 років)    | 17     | Спортінг (Лісабон)  |  |

### Мавританія
Тренер:  Корентен Мартенс
| №  | Поз. | Гравець               | Дата народження (вік)            | Матчів | Клуб            |  |
| -- | ---- | --------------------- | -------------------------------- | ------ | --------------- |  |
| 1  | ВР   | Браїм Сулейман        | 30 грудня 1986 (вік 32 роки)     | 23     | Ксар            |  |
| 16 | ВР   | Наморі Діав           | 30 грудня 1991 (вік 27 років)    | 2      | Кедія           |  |
| 22 | ВР   | Бабакар Діоп          | 17 вересня 1995 (вік 23 роки)    | 1      | Поліс           |  |
|    |      |                       |                                  |        |                 |  |
| 2  | ЗХ   | Мустафа Діав          | 31 грудня 1996 (вік 22 роки)     | 28     | Тевраг-Зейна    |  |
| 3  | ЗХ   | Алі Абейд             | 11 грудня 1997 (вік 21 рік)      | 28     | Алькоркон       |  |
| 4  | ЗХ   | Аруна Абу Демба       | 31 грудня 1991 (вік 27 років)    | 8      | Гренобль        |  |
| 5  | ЗХ   | Абдул Ба              | 8 лютого 1994 (вік 25 років)     | 28     | Осер            |  |
| 13 | ЗХ   | Саллі Сарр            | 6 травня 1986 (вік 33 роки)      | 12     | Серветт         |  |
| 15 | ЗХ   | Бакарі Н'Діає         | 26 листопада 1998 (вік 20 років) | 16     | Діфаа           |  |
| 20 | ЗХ   | Абдулкадер Тіам       | 3 жовтня 1998 (вік 20 років)     | 3      | Орлеан          |  |
| 21 | ЗХ   | Діад'є Діарра         | 23 січня 1993 (вік 26 років)     | 4      | Седан           |  |
|    |      |                       |                                  |        |                 |  |
| 6  | ПЗ   | Хасса Камара          | 22 жовтня 1992 (вік 26 років)    | 31     | Ксанті          |  |
| 8  | ПЗ   | Діалло Гіділеє        | 30 грудня 1989 (вік 29 років)    | 22     | Елязигспор      |  |
| 12 | ПЗ   | Алассан Діоп          | 22 вересня 1997 (вік 21 рік)     | 7      | Хаджер          |  |
| 14 | ПЗ   | Мохамед Ялі           | 1 листопада 1997 (вік 21 рік)    | 31     | Тадженане       |  |
| 18 | ПЗ   | Моктар Сіді Ель Хасен | 31 грудня 1997 (вік 21 рік)      | 35     | Реал Вальядолід |  |
| 19 | ПЗ   | Ібреіма Кулібалі      | 30 липня 1989 (вік 29 років)     | 1      | Гренобль        |  |
| 23 | ПЗ   | Сілейе Гайе           | 13 вересня 1991 (вік 27 років)   | 41     | Нуадібу         |  |
|    |      |                       |                                  |        |                 |  |
| 7  | НП   | Ісмаель Діакіте       | 13 грудня 1991 (вік 27 років)    | 42     | Татауїн         |  |
| 9  | НП   | Гемея Танджі          | 1 травня 1998 (вік 21 рік)       | 6      | Нуадібу         |  |
| 10 | НП   | Адама Ба              | 27 серпня 1993 (вік 25 років)    | 23     | Газіантеп       |  |
| 11 | НП   | Бессам                | 5 грудня 1987 (вік 31 рік)       | 47     | Габес           |  |
| 17 | НП   | Сулейман Анн          | 5 грудня 1997 (вік 21 рік)       | 1      | Оріяк Арпажон   |  |

### Ангола
Тренер:  Срджан Васильєвич
| №  | Поз. | Гравець         | Дата народження (вік)            | Матчів | Клуб                |  |
| -- | ---- | --------------- | -------------------------------- | ------ | ------------------- |  |
| 1  | ВР   | Кріставан Ндулу | 1 червня 1996 (вік 23 роки)      | 1      | Академіка Петролеуш |  |
| 12 | ВР   | Тоні Кабаса     | 23 квітня 1986 (вік 33 роки)     | 1      | Примейру де Агошту  |  |
| 22 | ВР   | Ланду Маванга   | 4 січня 1990 (вік 29 років)      | 34     | Інтер (Луанда)      |  |
|    |      |                 |                                  |        |                     |  |
| 2  | ЗХ   | Бруну Гашпар    | 21 квітня 1993 (вік 26 років)    | 0      | Спортінг (Лісабон)  |  |
| 3  | ЗХ   | Джонатан Буату  | 27 вересня 1993 (вік 25 років)   | 15     | Ріу Аве             |  |
| 5  | ЗХ   | Дані Массунгуна | 1 травня 1986 (вік 33 роки)      | 46     | Примейру де Агошту  |  |
| 6  | ЗХ   | Вілсон Гашпар   | 29 вересня 1990 (вік 28 років)   | 13     | Петру Атлетіку      |  |
| 8  | ЗХ   | Саломан Троку   | 10 травня 1992 (вік 27 років)    | 9      | Примейру де Агошту  |  |
| 15 | ЗХ   | Баштуш          | 23 листопада 1991 (вік 27 років) | 44     | Лаціо               |  |
| 21 | ЗХ   | Ісаак Коррея    | 25 квітня 1991 (вік 28 років)    | 17     | Примейру де Агошту  |  |
| 23 | ЗХ   | Едді Афонсу     | 7 березня 1994 (вік 25 років)    | 11     | Петру Атлетіку      |  |
|    |      |                 |                                  |        |                     |  |
| 4  | ПЗ   | Шоу             | 6 березня 1999 (вік 20 років)    | 10     | Примейру де Агошту  |  |
| 13 | ПЗ   | Жозе Макая      | 24 березня 1994 (вік 25 років)   | 0      | Примейру де Агошту  |  |
| 16 | ПЗ   | Штелвіу         | 24 січня 1989 (вік 30 років)     | 10     | Дюделанж            |  |
| 18 | ПЗ   | Еренілсон       | 26 серпня 1996 (вік 22 роки)     | 22     | Петру Атлетіку      |  |
|    |      |                 |                                  |        |                     |  |
| 7  | НП   | Джалма Кампуш   | 30 травня 1987 (вік 32 роки)     | 46     | Аланіяспор          |  |
| 9  | НП   | Фреді           | 27 березня 1990 (вік 29 років)   | 1      | Антальяспор         |  |
| 10 | НП   | Желсон Дала     | 13 липня 1996 (вік 22 роки)      | 22     | Ріу Аве             |  |
| 11 | НП   | Жералду         | 23 листопада 1991 (вік 27 років) | 20     | Аль-Аглі (Каїр)     |  |
| 14 | НП   | Мабулулу        | 10 вересня 1989 (вік 29 років)   | 7      | Примейру де Агошту  |  |
| 17 | НП   | Матеуш          | 19 червня 1984 (вік 35 років)    | 59     | Боавішта            |  |
| 19 | НП   | Евандру Брандан | 7 травня 1991 (вік 28 років)     | 1      | Лейшойш             |  |
| 20 | НП   | Вілсон Едуарду  | 8 липня 1990 (вік 28 років)      | 1      | Брага               |  |

## Група F

### Камерун
Тренер:  Кларенс Зеєдорф
Остаточний склад було оголошено 11 червня 2019.
| № | Поз. | Гравець                   | Дата народження (вік)            | Матчів | Клуб                     |  |
| - | ---- | ------------------------- | -------------------------------- | ------ | ------------------------ |  |
|   | ВР   | Карлос Камені             | 18 лютого 1984 (вік 35 років)    | 70     | Фенербахче               |  |
|   | ВР   | Фабріс Ондоа              | 24 грудня 1995 (вік 23 роки)     | 40     | Остенде                  |  |
|   | ВР   | Андре Онана               | 2 квітня 1996 (вік 23 роки)      | 9      | Аякс (Амстердам)         |  |
|   |      |                           |                                  |        |                          |  |
|   | ЗХ   | Амбруаз Ойонго            | 22 червня 1991 (вік 27 років)    | 37     | Монпельє                 |  |
|   | ЗХ   | Мішаель Нгадеу-Нгаджуї    | 23 листопада 1990 (вік 28 років) | 25     | Славія (Прага)           |  |
|   | ЗХ   | Коллінс Фаї               | 23 листопада 1992 (вік 26 років) | 23     | Стандард (Льєж)          |  |
|   | ЗХ   | Гаетан Бонг               | 25 квітня 1988 (вік 31 рік)      | 15     | Брайтон енд Гоув Альбіон |  |
|   | ЗХ   | Яя Банана                 | 29 липня 1991 (вік 27 років)     | 11     | Паніоніос                |  |
|   | ЗХ   | Жан-Армель Кана-Бійік     | 3 липня 1989 (вік 29 років)      | 6      | Кайсеріспор              |  |
|   | ЗХ   | Джойскім Дава             | 9 квітня 1996 (вік 23 роки)      | 1      | Маріуполь                |  |
|   |      |                           |                                  |        |                          |  |
|   | ПЗ   | Жорж Манджек              | 9 грудня 1988 (вік 30 років)     | 46     | Маккабі (Хайфа)          |  |
|   | ПЗ   | Арно Джум                 | 2 травня 1989 (вік 30 років)     | 19     | Гарт оф Мідлотіан        |  |
|   | ПЗ   | Андре-Франк Замбо-Ангісса | 16 листопада 1995 (вік 23 роки)  | 16     | Фулгем                   |  |
|   | ПЗ   | П'єр Кунде                | 26 липня 1995 (вік 23 роки)      | 6      | Майнц 05                 |  |
|   | ПЗ   | Вілфрід Каптум            | 7 липня 1996 (вік 22 роки)       | 0      | Бетіс                    |  |
|   |      |                           |                                  |        |                          |  |
|   | НП   | Ерік Максім Шупо-Мотінг   | 23 березня 1989 (вік 30 років)   | 50     | Парі Сен-Жермен          |  |
|   | НП   | Клінтон Н'Жьє             | 15 серпня 1993 (вік 25 років)    | 50     | Олімпік (Марсель)        |  |
|   | НП   | Жак Зуа                   | 6 вересня 1991 (вік 27 років)    | 24     | Астра                    |  |
|   | НП   | Карл Токо Екамбі          | 14 вересня 1992 (вік 26 років)   | 22     | Вільярреал               |  |
|   | НП   | Кристіан Бассогог         | 18 жовтня 1995 (вік 23 роки)     | 21     | Хенань Цзяньє            |  |
|   | НП   | Стефан Баокен             | 28 травня 1992 (вік 27 років)    | 5      | Анже                     |  |
|   | НП   | Д'єдеррік Джоел Таге      | 6 листопада 1993 (вік 25 років)  | 4      | Марітіму                 |  |
|   | НП   | Олів'є Бумаль             | 17 вересня 1989 (вік 29 років)   | 3      | Паніоніос                |  |

### Гана
Тренер:  Джеймс Квесі Аппіа
Остаточний склад було оголошено 10 червня 2019. 
| № | Поз. | Гравець             | Дата народження (вік)           | Матчів | Клуб                |  |
| - | ---- | ------------------- | ------------------------------- | ------ | ------------------- |  |
|   | ВР   | Річард Офорі        | 1 листопада 1993 (вік 25 років) | 15     | Маріцбург Юнайтед   |  |
|   | ВР   | Лоуренс Аті-Зігі    | 29 листопада 1996 (вік 22 роки) | 3      | Сошо                |  |
|   | ВР   | Фелікс Аннан        | 22 листопада 1994 (вік 24 роки) | 1      | Асанте Котоко       |  |
|   |      |                     |                                 |        |                     |  |
|   | ЗХ   | Джон Боє            | 23 квітня 1987 (вік 32 роки)    | 64     | Мец                 |  |
|   | ЗХ   | Джонатан Менса      | 13 липня 1990 (вік 28 років)    | 61     | Коламбус Крю        |  |
|   | ЗХ   | Абдул Рахман Баба   | 2 липня 1994 (вік 24 роки)      | 24     | Реймс               |  |
|   | ЗХ   | Лумор Агбеньєну     | 15 серпня 1996 (вік 22 роки)    | 12     | Гезтепе             |  |
|   | ЗХ   | Джозеф Ларве Аттама | 22 травня 1994 (вік 25 років)   | 5      | Істанбул Башакшехір |  |
|   | ЗХ   | Касім Нуху          | 22 червня 1995 (вік 23 роки)    | 6      | Гоффенгайм          |  |
|   | ЗХ   | Енді Іядом          | 2 грудня 1991 (вік 27 років)    | 5      | Редінг              |  |
|   | ЗХ   | Джозеф Айду         | 29 вересня 1995 (вік 23 роки)   | 1      | Генк                |  |
|   |      |                     |                                 |        |                     |  |
|   | ПЗ   | Андре Аю            | 17 грудня 1989 (вік 29 років)   | 81     | Фенербахче          |  |
|   | ПЗ   | Квадво Асамоа       | 9 грудня 1988 (вік 30 років)    | 71     | Інтернаціонале      |  |
|   | ПЗ   | Крістіан Атсу       | 10 січня 1992 (вік 27 років)    | 61     | Ньюкасл Юнайтед     |  |
|   | ПЗ   | Вакасо Мубарак      | 25 липня 1990 (вік 28 років)    | 54     | Алавес              |  |
|   | ПЗ   | Афріїє Аккуа        | 5 січня 1992 (вік 27 років)     | 34     | Емполі              |  |
|   | ПЗ   | Томас Партей        | 13 червня 1993 (вік 26 років)   | 21     | Атлетіко (Мадрид)   |  |
|   | ПЗ   | Томас Агіпонг       | 10 жовтня 1996 (вік 22 роки)    | 5      | Гіберніан           |  |
|   | ПЗ   | Самуель Овусу       | 28 березня 1996 (вік 23 роки)   | 0      | Чукарички           |  |
|   |      |                     |                                 |        |                     |  |
|   | НП   | Асамоа Г'ян         | 22 листопада 1985 (вік 33 роки) | 106    | Кайсеріспор         |  |
|   | НП   | Джордан Аю          | 11 вересня 1991 (вік 27 років)  | 53     | Крістал Пелес       |  |
|   | НП   | Калеб Екубан        | 23 березня 1994 (вік 25 років)  | 2      | Трабзонспор         |  |
|   | НП   | Квабена Овусу       | 18 червня 1997 (вік 22 роки)    | 0      | Саламанка           |  |

### Бенін
Тренер:  Мішель Дюссьє
Остаточний склад було оголошено 29 травня 2019.
| № | Поз. | Гравець           | Дата народження (вік)            | Матчів | Клуб             |  |
| - | ---- | ----------------- | -------------------------------- | ------ | ---------------- |  |
|   | ВР   | Фаб'ян Фарнолль   | 5 лютого 1985 (вік 34 роки)      | 23     | Єні Малатьяспор  |  |
|   | ВР   | Сатюрнен Аллагбе  | 22 листопада 1993 (вік 25 років) | 13     | Ніор             |  |
|   | ВР   | Шеріф Дін Какпо   | 01 грудня 1997 (вік 21 рік)      | 0      | Буффл Боргу      |  |
|   |      |                   |                                  |        |                  |  |
|   | ЗХ   | Халед Аденон      | 28 липня 1985 (вік 33 роки)      | 59     | Ам'єн            |  |
|   | ЗХ   | Жюніор Саломон    | 8 квітня 1986 (вік 33 роки)      | 21     | Плато Юнайтед    |  |
|   | ЗХ   | Давід Кікі        | 25 листопада 1993 (вік 25 років) | 18     | Брест            |  |
|   | ЗХ   | Сейду Баразе      | 20 жовтня 1990 (вік 28 років)    | 16     | Ізер             |  |
|   | ЗХ   | Емманюель Імору   | 16 вересня 1988 (вік 30 років)   | 12     | Кан              |  |
|   | ЗХ   | Родріг Фассіну    | 22 травня 1999 (вік 20 років)    | 11     | АСПАК            |  |
|   | ЗХ   | Олів'є Вердон     | 5 жовтня 1995 (вік 23 роки)      | 10     | Сошо             |  |
|   | ЗХ   | Моїз Аділеу       | 1 листопада 1995 (вік 23 роки)   | 3      | Левадіакос       |  |
|   |      |                   |                                  |        |                  |  |
|   | ПЗ   | Стефан Сессеньйон | 1 червня 1984 (вік 35 років)     | 73     | Генчлербірлігі   |  |
|   | ПЗ   | Жордан Адеоті     | 12 березня 1989 (вік 30 років)   | 22     | Осер             |  |
|   | ПЗ   | Мама Сейбу        | 28 грудня 1995 (вік 23 роки)     | 22     | Тулон            |  |
|   | ПЗ   | Сессі Д'Альмейда  | 20 листопада 1995 (вік 23 роки)  | 5      | Йовіл Таун       |  |
|   | ПЗ   | Тіджані Анаан     | 27 березня 1997 (вік 22 роки)    | 1      | Бен-Гардан       |  |
|   | ПЗ   | Родріг Коссі      | 11 липня 2000 (вік 18 років)     | 0      | Клуб Африкен     |  |
|   |      |                   |                                  |        |                  |  |
|   | НП   | Мікаель Поте      | 24 вересня 1984 (вік 34 роки)    | 46     | Адана Демірспор  |  |
|   | НП   | Жодель Доссу      | 17 березня 1992 (вік 27 років)   | 24     | Вадуц            |  |
|   | НП   | Давід Джигла      | 23 серпня 1995 (вік 23 роки)     | 19     | Ніор             |  |
|   | НП   | Стів Муньє        | 29 вересня 1994 (вік 24 роки)    | 14     | Гаддерсфілд Таун |  |
|   | НП   | Сегбе Азанкпо     | 6 травня 1993 (вік 26 років)     | 6      | Сениця           |  |
|   | НП   | Себіо Суку        | 2 жовтня 1992 (вік 26 років)     | 1      | Ганза            |  |

### Гвінея-Бісау
Тренер:  Басіро Канде
| № | Поз. | Гравець          | Дата народження (вік)            | Матчів | Клуб                      |  |
| - | ---- | ---------------- | -------------------------------- | ------ | ------------------------- |  |
|   | ВР   | Жонас Мендеш     | 20 листопада 1989 (вік 29 років) | 31     | Академіку (Візеу)         |  |
|   | ВР   | Руй Дабу         | 5 жовтня 1994 (вік 24 роки)      | 1      | Армасенсіш                |  |
|   | ВР   | Едімар Вієйра Са | 14 серпня 2000 (вік 18 років)    | 0      | Інтер (Бісау)             |  |
|   |      |                  |                                  |        |                           |  |
|   | ЗХ   | Мамаду Канде     | 29 серпня 1990 (вік 28 років)    | 15     | Санта-Клара               |  |
|   | ЗХ   | Жуарі Суареш     | 20 лютого 1992 (вік 27 років)    |        | Мафра                     |  |
|   | ЗХ   | Рудінілсон Сілва | 20 серпня 1994 (вік 24 роки)     | 14     | Олімпік (Хурібга)         |  |
|   | ЗХ   | Марсело Д'яло    | 8 жовтня 1993 (вік 25 років)     | 0      | Фулгем                    |  |
|   | ЗХ   | Томаш Дабу       | 20 жовтня 1993 (вік 25 років)    | 6      | Рієті                     |  |
|   | ЗХ   | Нану Гомеш       | 17 травня 1994 (вік 25 років)    | 0      | Марітіму                  |  |
|   | ЗХ   | Наджак           | 6 лютого 1994 (вік 25 років)     | 6      | Ріу Аве                   |  |
|   |      |                  |                                  |        |                           |  |
|   | ПЗ   | Сорі Мане        | 3 квітня 1996 (вік 23 роки)      | 7      | Кова Пієдад               |  |
|   | ПЗ   | Пеле             | 29 вересня 1991 (вік 27 років)   | 6      | Ноттінгем Форест          |  |
|   | ПЗ   | Зезінью          | 23 вересня 1992 (вік 26 років)   | 31     | Сениця                    |  |
|   | ПЗ   | Бура             | 22 грудня 1995 (вік 23 роки)     | 0      | Авеш                      |  |
|   | ПЗ   | Жуан Жакіте      | 22 лютого 1996 (вік 23 роки)     | 1      | Тондела                   |  |
|   | ПЗ   | Морету Кассама   | 16 лютого 1998 (вік 21 рік)      | 0      | Реймс                     |  |
|   |      |                  |                                  |        |                           |  |
|   | НП   | Жоржинью Інтіма  | 21 вересня 1995 (вік 23 роки)    | 4      | ЦСКА (Софія)              |  |
|   | НП   | Пікеті           | 12 лютого 1993 (вік 26 років)    | 15     | Аль-Шула                  |  |
|   | НП   | Тоні Сілва       | 15 вересня 1993 (вік 25 років)   | 12     | Аль-Іттіхад (Александрія) |  |
|   | НП   | Ромаріо Балде    | 25 грудня 1996 (вік 22 роки)     | 0      | Академіка (Коїмбра)       |  |
|   | НП   | Мама Балде       | 6 листопада 1995 (вік 23 роки)   | 0      | Авеш                      |  |
|   | НП   | Фредерік Менді   | 18 вересня 1988 (вік 30 років)   | 11     | Віторія Сетубал           |  |
|   | НП   | Жозеф Мендеш     | 30 березня 1991 (вік 28 років)   | 1      | Аяччо                     |  |